# UFC Fight Night: Cerrone vs. Miller
UFC Fight Night: Cerrone vs. Miller è stato un evento di arti marziali miste tenuto dalla Ultimate Fighting Championship il 16 luglio 2014 al Revel Atlantic City di Atlantic City, Stati Uniti.

## Retroscena
L'evento ospitò il primo incontro ufficiale di pesi paglia nella storia dell'UFC con la sfida tra l'ex top fighter dell'Invicta FC Cláudia Gadelha e l'imbattuta finlandese Tina Lähdemäki.
Edson Barboza divenne il primo atleta nella storia dell'UFC con almeno 4 vittorie per KO per mezzo di calci in incontri dell'organizzazione statunitense.

## Risultati
|                  | Divisione           |                   |       |                  | Metodo                                  | Round | Tempo | Premio |
| ---------------- | ------------------- | ----------------- | ----- | ---------------- | --------------------------------------- | ----- | ----- | ------ |
|                  | Pesi Leggeri        | Donald Cerrone    | batte | Jim Miller       | KO (calcio alla testa e pugni)          | 2     | 3:31  | POTN   |
|                  | Pesi Leggeri        | Edson Barboza     | batte | Evan Dunham      | KO Tecnico (calcio al corpo e pugni)    | 1     | 3:06  |        |
|                  | Pesi Welter         | Rick Story        | batte | Leonardo Mafra   | Sottomissione (triangolo di braccio)    | 2     | 2:12  |        |
|                  | Pesi Leggeri        | Joe Proctor       | batte | Justin Salas     | KO Tecnico (pugni)                      | 2     | 3:27  |        |
|                  | Pesi Mosca          | John Lineker      | batte | Alptekin Özkiliç | KO Tecnico (pugni)                      | 3     | 4:51  | FOTN   |
|                  | Pesi Piuma          | Lucas Martins     | batte | Alex White       | KO (pugni)                              | 3     | 2:08  | POTN   |
| Card preliminare |                     |                   |       |                  |                                         |       |       |        |
|                  | Pesi Leggeri        | Gleison Tibau     | batte | Pat Healy        | Decisione unanime (30-27, 29-28, 29-28) | 3     | 5:00  |        |
|                  | Pesi Gallo Femmine  | Leslie Smith      | batte | Jessamyn Duke    | KO Tecnico (pugni)                      | 1     | 2:24  |        |
|                  | Pesi Gallo          | Aljamain Sterling | batte | Hugo Viana       | KO Tecnico (pugni)                      | 3     | 3:50  |        |
|                  | Pesi Leggeri        | Yosdenis Cedeno   | batte | Jerrod Sanders   | KO Tecnico (infortunio)                 | 1     | 5:00  |        |
|                  | Pesi Paglia Femmine | Cláudia Gadelha   | batte | Tina Lähdemäki   | Decisione unanime (30-26, 30-27, 30-27) | 3     | 5:00  |        |

## Premi
I lottatori premiati ricevettero un bonus di 50.000 dollari.
Legenda:
- FOTN: Fight of the Night (vengono premiati entrambi gli atleti per il miglior incontro dell'evento)
- POTN: Performance of the Night (viene premiato il vincitore per la migliore performance dell'evento)

## Incontri annullati
|  | Divisione    |                 |        |                 | Motivo |
|  | ------------ | --------------- | ------ | --------------- | --- |
|  | Pesi Welter  | Zak Cummings    | contro | Kenny Robertson | Cummings venne chiamato per sostituire Ryan LaFlare contro Gunnar Nelson a UFC Fight Night: McGregor vs. Brandao |
|  | Pesi Welter  | Rick Story      | contro | John Howard     | Howard infortunato                                                                                               |
|  | Pesi Piuma   | Lucas Martins   | contro | Jim Alers       | Alers infortunato                                                                                                |
|  | Pesi Leggeri | Yosdenis Cedeno | contro | Leo Kuntz       | Kuntz infortunato                                                                                                |